# 威廉·科尔比
威廉·伊根·科尔比（英語：William Egan Colby；1920年1月4日—1996年4月27日）是一位美国情报官员，1973年9月至1976年1月担任中央情报总监。